# Peter Noone

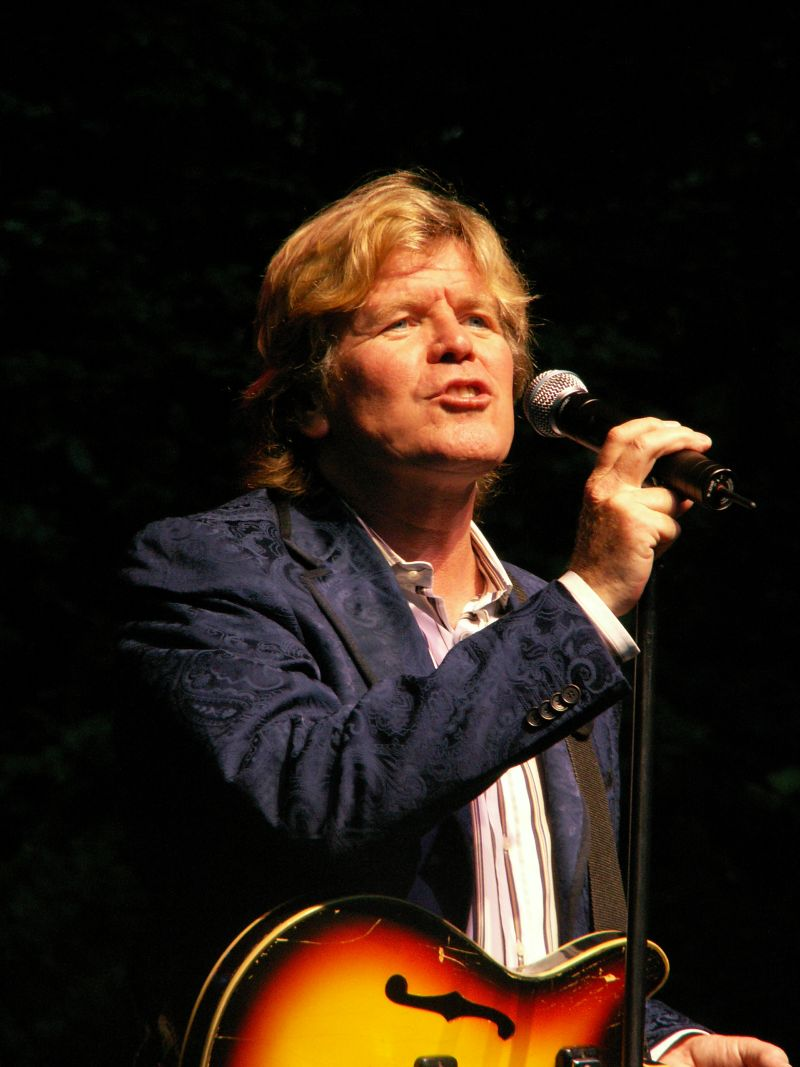
Peter Noone (2007)

Peter Blair Denis Bernard  Noone (['piːtə 'nuːn]; * 5. November 1947 in Manchester, England) ist ein britischer Popsänger, Schauspieler und Fernsehmoderator. In den 1960er Jahren war Noone als Herman Leadsänger, Pianist, Gitarrist und Saxophonist der Beatband Herman’s Hermits.

## Leben

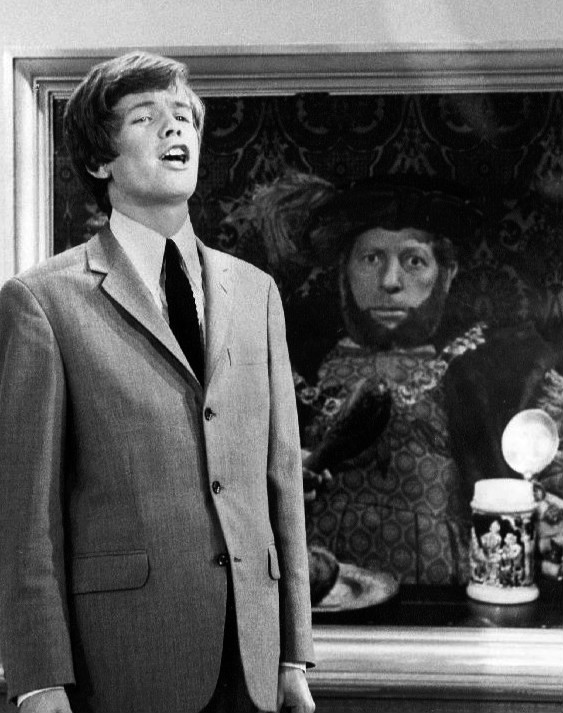
Peter Noone 1966 in der Danny-Kaye-Show

Noone spielte bereits als Kinderstar in der britischen Fernseh-Soap Coronation Street und hatte Gastrollen in weiteren Serien. Er studierte in Manchester Schauspiel und Gesang. 1963 schloss der 15-Jährige sich der Band The Heartbeats an, die von Mickie Most entdeckt und als Herman’s Hermits eine der erfolgreichsten Bands der British Invasion wurde. Nach der Trennung von den Hermits startete Noone 1971 unter seinem bürgerlichen Namen eine Solokarriere und hatte mit David Bowies Lied Oh, You Pretty Thing, auf dem Bowie selbst das Klavier spielte, einen Hit: Noones Single erreichte Platz zwölf der britischen Charts. Bowie veröffentlichte den Song später in seiner eigenen Version als Oh! You Pretty Things auf dem Album Hunky Dory.
Noone ließ sich in Frankreich nieder und kam 1973 für einige Auftritte zurück zu Herman’s Hermits. Ende der 1970er Jahre versuchte er in den USA ein Comeback mit der Band The Tremblers. 1982 veröffentlichte er ein Soloalbum mit dem Titel One of the Glory Boys. Zur selben Zeit trat er am Broadway als Frederic in der Hauptrolle des Musicals The Pirates of Penzance auf, den er später auch im Londoner Drury Lane Theatre und mit Tourneetheatergruppen spielte. Weitere Bühnen- und Fernsehrollen folgten. Vier Jahre lang war er Moderator der Oldie-Show My Generation bei VH1. Seit einigen Jahren geht Peter Noone auch regelmäßig wieder mit Herman’s Hermits auf Tour. Er tritt heute hauptsächlich in England und den Vereinigten Staaten auf.
Peter Noone ist seit 1968 mit Mireille Strasser verheiratet, sie haben eine Tochter.

## Filmografie (Auswahl)
- 1961: Coronation Street (Fernsehserie, 2 Folgen)
- 1965: Boy meiner Träume (When the Boys Meet the Girls)
- 1966: Beat! Beat! Beat!
- 1966: The Canterville Ghost (Fernsehfilm)
- 1968: Mrs. Brown, You’ve Got a Lovely Daughter
- 1968: Pinocchio (Fernsehfilm)
- 1976: Never Too Young to Rock
- 1978: Sgt. Pepper’s Lonely Hearts Club Band
- 1989: Ein Vater zuviel (My Two Dads; Fernsehserie, Folge Fallen Idol)
- 1991: Zurück in die Vergangenheit (Quantum Leap; Fernsehserie, Folge Glitter Rock - April 12, 1974)
- 1992: Eine schrecklich nette Familie (Married with Children; Fernsehserie, Folge Rock of Ages)
- 1996: Immer Ärger mit Dave (Dave’s World; Fernsehserie, Folge Starr Tours)
- 2000: Jung und Leidenschaftlich (As the World Turns; Fernsehserie, eine Folge)
- 2011: Phineas und Ferb (Fernsehserie, Folge Bad Hair Day/Meatloaf Surprise) (Nur Stimme)
- 2017: One Night in Dublin